# 二條站
二條站（日语：／ Nijō eki */?）是位於日本京都府京都市中京區西之京栂尾町，由西日本旅客鐵道（JR西日本）及京都市交通局所經營的鐵路車站。

## 簡介
二條是JR西日本的嵯峨野線（山陰本線部分路段在營運時所使用的暱稱）與京都市營地下鐵東西線兩條路線的交會車站，其在JR系統內所使用的車站編號為JR-E04，而在市營地下鐵系統中則稱為T15。
在票務上，二條是特定都區市內制度中「京都市內」區域的一部份，屬JR西日本京都支社管轄範圍，是由龜岡管理的直營車站，包含特急列車在內的全車等都有在本站停車。
兩家鐵路公司所經營的站區皆可通用ICOCA、PiTaPa以及與這兩種智慧卡互通的其他電子票卡，至於京都市交通局自行發行的磁性票卡Traffica京卡（トラフィカ京カード）則只能於市營地下鐵的站區內使用。

## 車站構造

### JR西日本
現時車站是擁有一個島式月台的高架車站，車站大堂的屋頂是以木造構架構成。跟上一代的車站大堂比較，現時的設計雖然有著正反兩論，但設計曾獲得1997年度的良好設計獎，在車站月臺上更可以遙望遠方的比叡山等等的山脈。而在高架化前,一般只能由千本通路的入口進入車站。
由剪票口往月臺設有兩個樓梯、一個升降機及一個往上的電動扶梯。另外，在剪票口前有Kiosk Heart·in，而月臺上則有等待室和自動販賣機，但並沒有小賣店之類的店舖。
在從前的地上車站時代，以建造得非常有氣派的車站大堂為全日本所知曉，大堂除了以莊嚴社寺為藍本外，也設有貴賓室等等設施。這個大堂也同時是當時京都鐵道的總部所在，由建築家伊東忠太所設計。當初雖然預定以磚瓦建設車站，但為了配合二條城周邊的景觀而變更成日式風格，亦有言論指是模仿當時東北本線中宇都宮站大堂的優美。
隨著二條 - 花園之間的高架化工程於1990年10月開始，為了不阻礙建設臨時路軌的工程，舊車站大堂進行了為期兩天，向其東方移動15米的曳屋工程（把建築物整個從原所在地移動到別地），此後大堂仍然作為臨時大堂使用。當高架化工程及新車站大堂於1996年完成的同時，舊大堂的使命也正式完結。同年4月1日舊大堂以象徵京都的近代化建築，成為京都市指定的文化遺產，是明治時期中以日式風格所建造的車站大堂中的唯一殘存例子，並將其移往梅小路蒸氣火車博物館復原。。
2002年獲選為第3回近畿車站百選入選車站。

#### 月台配置
| 月台 | 路線     | 方向 | 目的地                 |
| ---- | -------- | ---- | ---------------------- |
| 1    | 嵯峨野線 | 上行 | 京都方向               |
| 2    | 嵯峨野線 | 下行 | 龜岡、園部、福知山方向 |

#### 歷史
- 1897年2月15日：京都鐵道本站～嵯峨站之間開通，同時開業。
- 1897年4月27日：京都鐵道大宮站～本站開通。
- 1904年6月：兼備京都鐵道總部的車站大堂完成。
- 1907年8月1日：京都鐵道國有化。
- 1912年6月11日：京都市電千本線（日语：京都市電千本線）壬生車庫前-千本丸太町間開業，設置二條車站前停留所。
- 1972年1月23日：京都市電千本線廢止、二條站前停留所也同時廢除。
- 1987年4月1日：國鐵分割民營化，成為西日本旅客鐵道、日本貨物鐵道的車站。
- 1990年10月：因為曳屋工程，車站大堂往東則移動15m。
- 1996年3月16日：車站高架化。同時廢除貨物列車的設定。從前車站西側有一個小規模的貨物調車場存在、線道往南方，越過三條通路往日本食糧倉庫與油庫的専用線（日语：専用鉄道）伸延。舊大堂遷移往梅小路蒸氣火車博物館。
- 2006年4月1日：JR貨物取消於此站運送貨物。
- 2010年1月31日：丹波口～本站複線化，交換設備廢除。

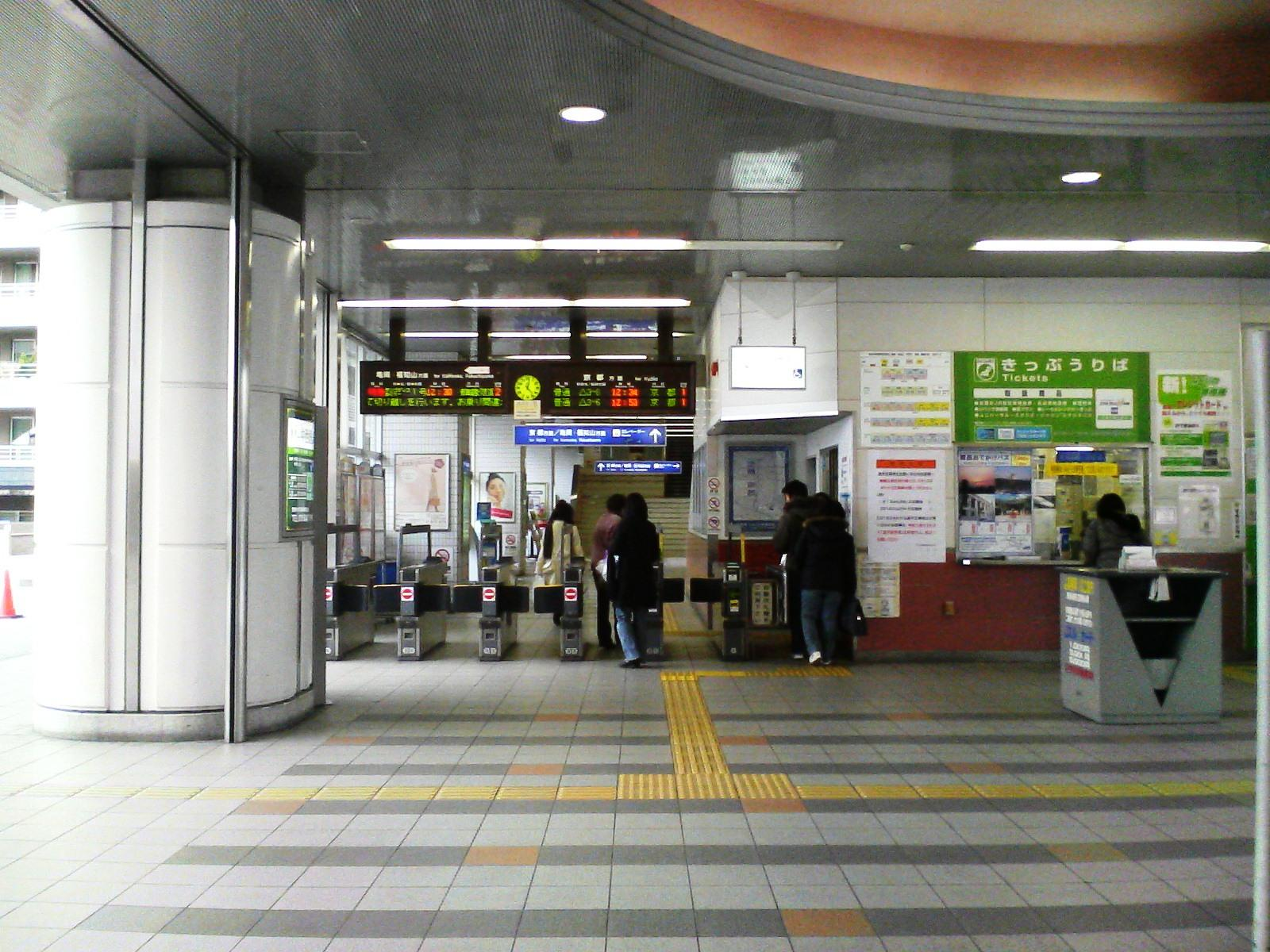
JR二條站現時的剪票口。（2008年）
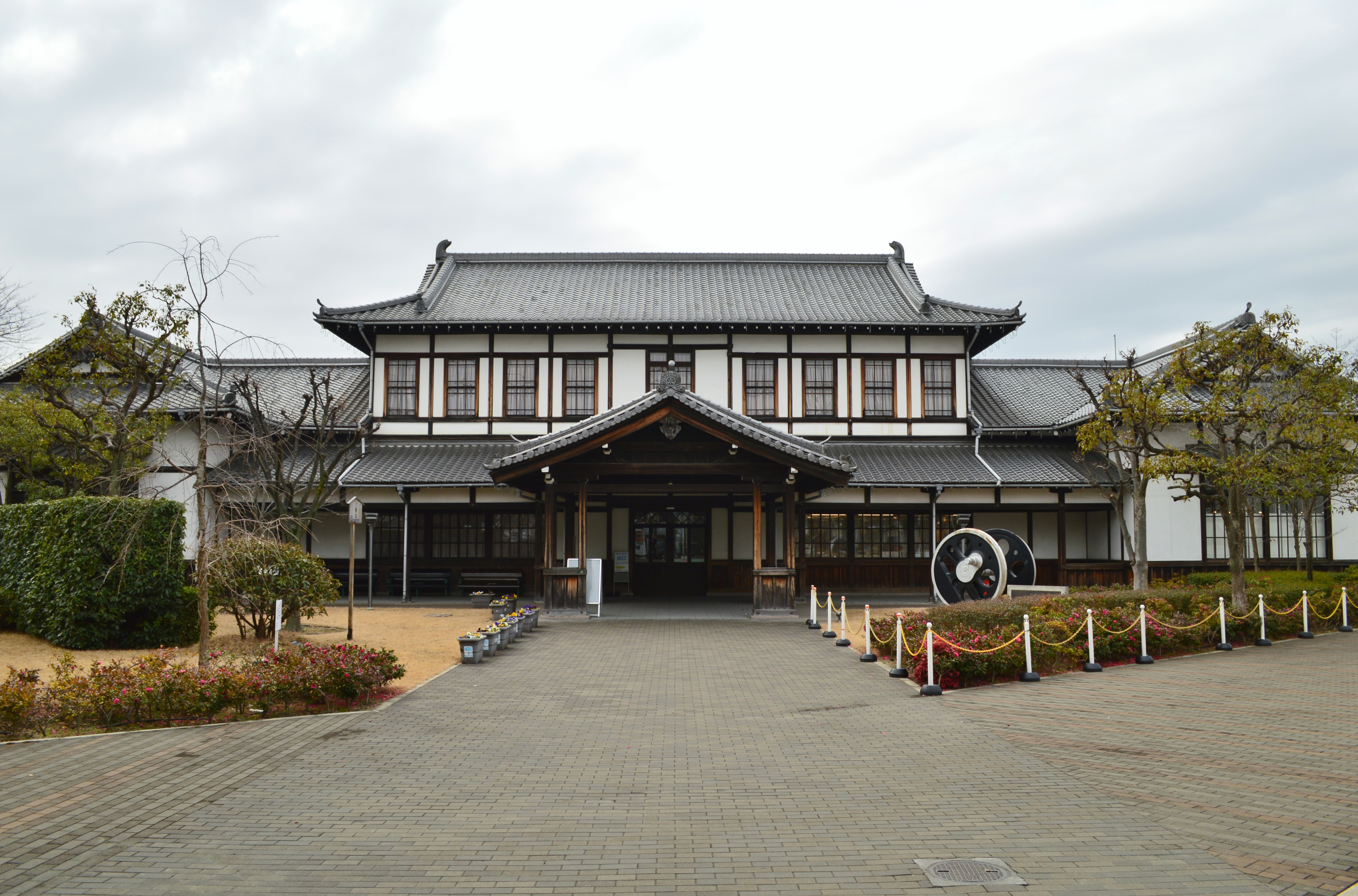
JR二條站舊大堂正面。

### 京都市營地下鐵
1面2線島式月臺的地下車站。東西線中每車站也有制定車站的主題色，而二條車站的主題色是山吹色。

#### 月台配置
| 月台 | 路線   | 方向 | 目的地                      |
| ---- | ------ | ---- | --------------------------- |
| 1    | 東西線 | 下行 | 往太秦天神川                |
| 2    | 東西線 | 上行 | 烏丸御池、六地藏/濱大津方向 |

#### 歷史
- 1997年10月12日：京都市營地下鐵東西線的車站開業。當時是線路的末端車站。
- 2008年1月16日：路線伸延至太秦天神川、成為中途站。

## 利用狀況
雖然臨近二條城，但因為更多觀光客從地下鐵二條城前站或直接搭乘公車出入二條城，使用車站的觀光客反而並不多，相比下最常用車站的是鄰近地區的居民及學生。本站也是往京都府北部（丹後）的特急車輛的停車車站，從京都市中心搭乘公車或地鐵到本站轉乘往北部地方的人也不少。
| 年度   | JR西日本 | 京都市營地下鐵 | 京都市營地下鐵 |
| 年度   | 上車人次 | 上車人次       | 上下車人次     |
| ------ | -------- | -------------- | -------------- |
| 1997年 | 7,704    | 7,474          | 14,626         |
| 1998年 | 8,764    | 7,247          | 14,184         |
| 1999年 | 9,142    | 8,046          | 15,757         |
| 2000年 | 9,395    | 8,279          | 16,216         |
| 2001年 | 9,792    | 8,578          | 16,745         |
| 2002年 | 9,912    | 8,655          | 16,888         |
| 2003年 | 10,227   | 8,842          | 17,235         |
| 2004年 | 10,416   | 8,985          | 17,466         |
| 2005年 | 11,090   | 9,482          | 18,419         |
| 2006年 | 11,700   | 9,695          | 18,895         |
| 2007年 | 11,899   | 9,783          | 19,074         |
| 2008年 | 11,600   | 8,867          | 17,120         |
| 2009年 | 11,501   | 8,498          | 16,582         |
| 2010年 | 11,734   | 8,489          | 16,557         |
| 2011年 | 11,923   | 8,492          | 16,563         |
| 2012年 | 12,337   | 8,733          | 17,033         |
| 2013年 | 12,682   | 8,802          | 17,166         |
| 2014年 | 12,805   | 9,202          | 17,947         |
| 2015年 | 13,208   | 9,624          | 18,767         |
| 2016年 | 13,496   | 9,985          | 19,471         |
| 2017年 | 13,748   | 10,281         | 20,048         |
| 2018年 | 13,652   | 10,663         | 20,792         |

### 各年度1日平均上車人次（1900年代—1940年代）
各年度1日平均上車人次如下表。
| 年度                | 1日平均 上車人次 |
| ------------------- | ---------------- |
| 1906年（明治39年）  | 852              |
| 1907年（明治40年）  | 525              |
| 1908年（明治41年）  | 985              |
| 1909年（明治42年）  | 1,035            |
| 1910年（明治43年）  | 992              |
| 1911年（明治44年）  | 1,038            |
| 1912年（大正 元年） | 1,013            |
| 1913年（大正02年）  | 899              |
| 1914年（大正03年）  | 811              |
| 1915年（大正04年）  | 824              |
| 1916年（大正05年）  | 887              |
| 1917年（大正06年）  | 989              |
| 1918年（大正07年）  | 1,081            |
| 1919年（大正08年）  | 1,375            |
| 1920年（大正09年）  | 1,540            |
| 1921年（大正10年）  | 1,640            |
| 1922年（大正11年）  | 1,752            |
| 1923年（大正12年）  | 1,979            |
| 1924年（大正13年）  | 1,995            |
| 1925年（大正14年）  | 2,197            |
| 1926年（昭和 元年） | 2,144            |
| 1927年（昭和02年）  | 2,274            |
| 1928年（昭和03年）  | 2,423            |
| 1929年（昭和04年）  | 2,124            |
| 1930年（昭和05年）  | 1,538            |
| 1931年（昭和06年）  | 2,020            |
| 1932年（昭和07年）  | 2,153            |
| 1933年（昭和08年）  | 2,186            |
| 1934年（昭和09年）  | 2,374            |
| 1935年（昭和10年）  | 2,645            |
| 1936年（昭和11年）  | 2,857            |
| 1937年（昭和12年）  | 2,998            |
| 1938年（昭和13年）  | 2,957            |
| 1939年（昭和14年）  | 3,419            |
| 1940年（昭和15年）  | 3,795            |
| 1941年（昭和16年）  | 4,061            |

## 車站周邊

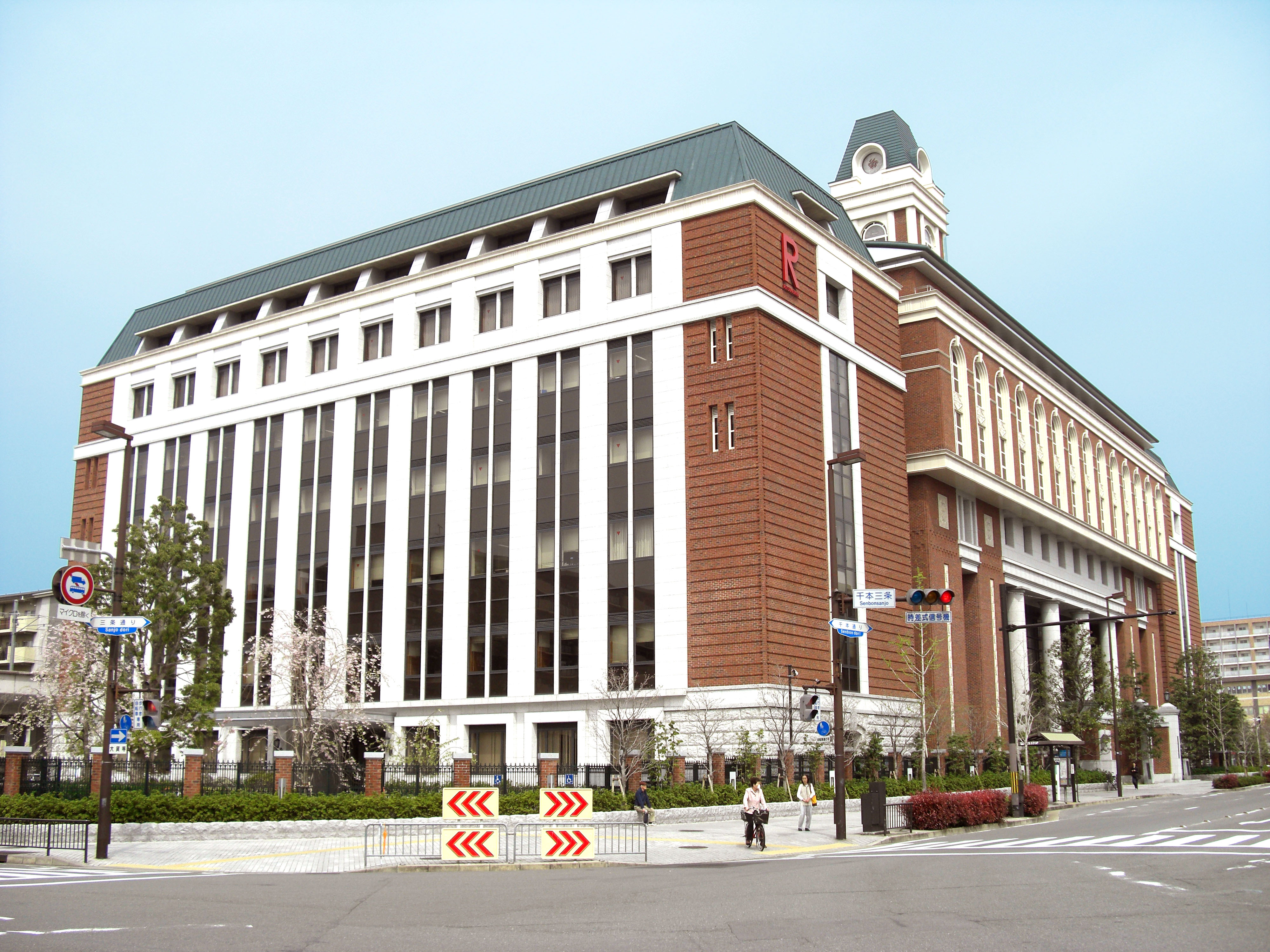
立命館朱雀學園（中川會館）

以往JR車站只有東邊千本通路的出入口，但由於地下鐵東西線的開通，以及山陰本線（嵯峨野線）的高架化，西側也得以重新整頓，近年更有公車和計程車途經。
車站東側的千本通路附近，2000年9月開設了京都府齒科醫師會口腔保健中心，而JR二條車站NK大樓亦於2006年3月1日開始營業。西側方面，包含TOHO電影院等等複合娯樂設施的BiVi二條於2005年6月25日開業。車站東南所在的千本三條交差點西北角的立命館朱雀學園（中川會館）於2006年9月開設，學園本部與法科大學院等等搬遷至此。車站東南仍然擁有廣闊用地，現正就此地的使用作出檢討。2008年8月，有報道指此區域的南半部有將會興建佛教大學新校園的計劃。另外，北半部亦計劃興建京都府醫師會的新府醫師會館。
千本通路連結車站東側的南北道路。而連結東西方向的御池通路則由於被本車站分斷，行經車輛需向車站北方，高架下的押小路通路迂迴走行再回到御池通路。車站東側以千本通路、御池通路為中心，沿途擁有為數不少的商店。西側則以西大路通路連結住宅地與中小工場的密集地帶，而車站西北也有二條駕駛學校。直至鄰近的圓町站，隨著山陰本線的高架化，道路也重新舖設過，可以使用側道步行來往兩個車站。車站周邊正以成為京都市的副都心努力。
神泉苑、二條城、中京臨總合廳舍（區役所）位於車站東方的300～500m。乘搭地下鐵的話則是二條城前站距離比較近。
其他公司的路線則以以下車站為最接近車站。
- 京福嵐山本線 西大路三條站 徒步15分左右
- 阪急京都本線 大宮站 徒步15分左右

### 公車
東口、西口也有各自的環形交叉點，有以下的路線途經。
二條站西口
- 69系統：物集女方面、往桂駅東口
- 往關西國際機場、往大阪國際機場

而車站東側的千本通也有名為二條站前公車站。
二條站前
- 京都市營公車
  - 公車站的指示圖（页面存档备份，存于）
- 京都公車
  - 京都公車時間表
- 西日本JR公車（高雄、京北線）
  - 往京都站／往栂尾、周山（日语：京北町）

## 相鄰車站
西日本旅客鐵道
 嵯峨野線（山陰本線）
- 特急「城崎」「橋立」「舞鶴」停車站

■快速
京都（JR-E01）－二條（JR-E04）－圓町（JR-E05）
■普通
丹波口（JR-E03）－二條（JR-E04）－圓町（JR-E05）

京都市營地下鐵
 東西線
二條城前（T14）－二條（T15）－西大路御池（T16）

## 外部連結
- 二條｜車站資訊：JR出門網 - 西日本旅客鐵道
- 二條站（页面存档备份，存于） - 京都市交通局